# Ekaterina Sachariewa

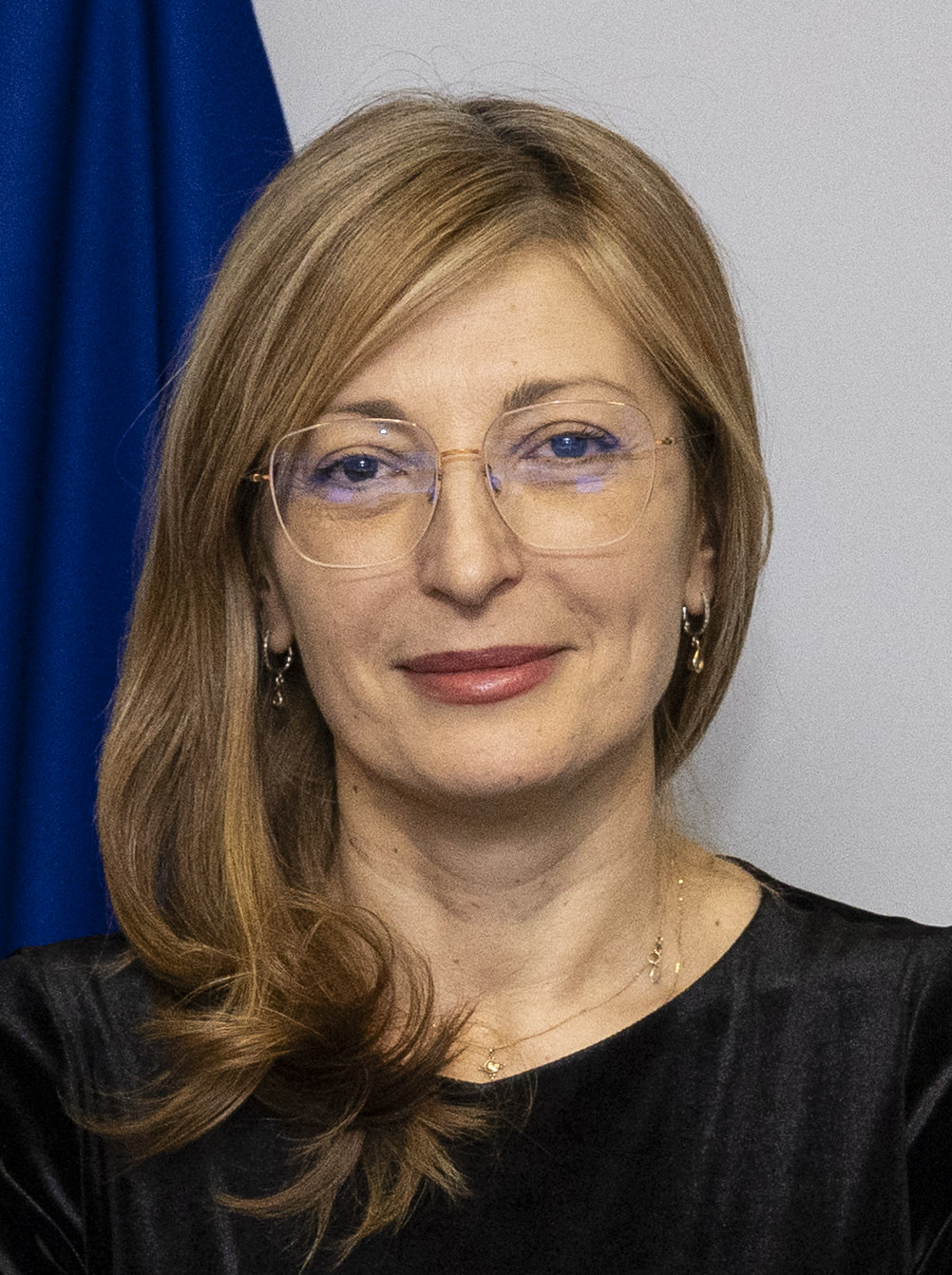
Ekaterina Sachariewa (2025)

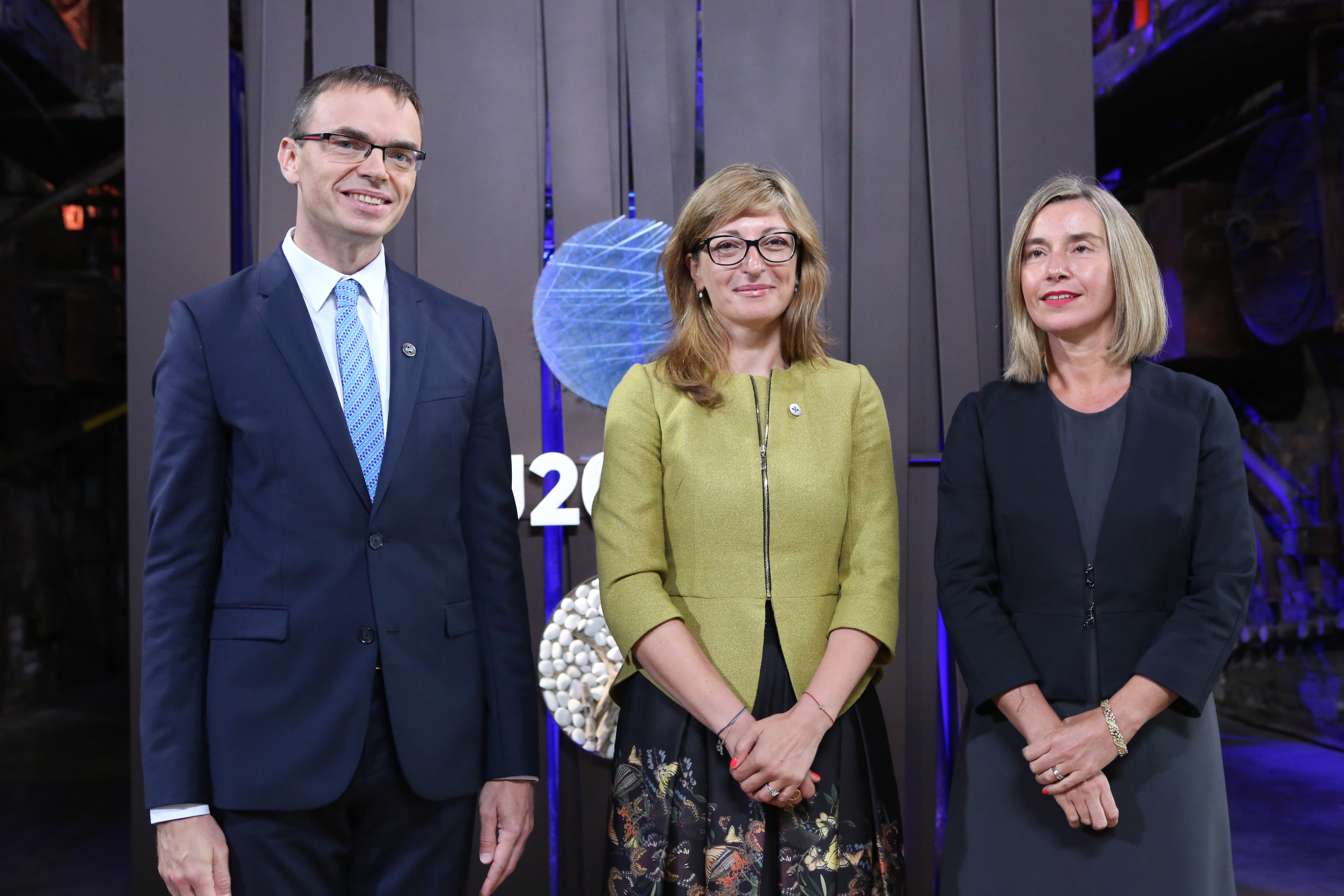
Ekaterina Sachariewa bei einem informellen Ratstreffen der Außenminister der EU im September 2017 hier mit Ratspräsident Sven Mikser und der Hohen Vertreterin der Europäischen Union für Außen- und Sicherheitspolitik Federica Mogherini

Ekaterina Spasova Getschewa-Sachariewa (bulgarisch Екатерина Спасова Гечева-Захариева; * 8. August 1975 in Pasardschik) ist eine bulgarische Politikerin. Seit 2024 ist sie EU-Kommissarin für Startups und für Forschung und Innovation in der Kommission von der Leyen II. Zuvor hatte sie mehrere Ministerämter in der bulgarischen Regierung inne.

## Ausbildung
Sachariewa erwarb schon während ihrer Schulzeit am Bertolt-Brecht-Gymnasium in Pasardschik fließende Deutschkenntnisse und schloss an der Paisii-Hilendarski-Universität Plowdiw ihr Jurastudium mit dem Master ab.

## Karriere
Sie arbeitete zunächst als Anwältin und wurde 2003 juristische Beraterin des bulgarischen Umweltministeriums. Im Jahr 2007 wurde sie zur Direktorin des juristischen, verwaltungstechnischen und behördlichen Dienstes berufen.

### Politik
Sachariewa war von Februar bis Mai 2013 sowie von August bis November 2014 stellvertretende Ministerpräsidentin sowie Ministerin für regionale Entwicklung und Infrastruktur in der Regierung Rajkow und in der Regierung Blisnaschki.
Vom 18. Dezember 2015 bis zum 27. Januar 2017 war sie Justizministerin in der Regierung Borissow II. Am 4. Mai 2017 wurde sie schließlich zur stellvertretenden Ministerpräsidentin für die Justizreform und Außenministerin in der Regierung Borissow III ernannt. Sie amtierte bis zum 11. Mai 2021. Während der bulgarischen EU-Ratspräsidentschaft 2018 war sie Vorsitzende des Rats für Allgemeine Angelegenheiten.
In den darauffolgenden Jahren wurde sie bei mehreren Wahlen als Abgeordnete im bulgarischen Parlament gewählt. Ab der Wahl im April 2023 repräsentierte sie den Wahlkreis Pasardschik und war Mitglied in mehreren Ausschüssen, darunter dem zur Außenpolitik.
Am 1. Dezember 2024 wurde Sachariewa zur EU-Kommissarin für Startups und für Forschung und Innovation in der Kommission von der Leyen II ernannt.
Zunächst war Sachariewa parteilos, später trat sie in die Partei GERB ein.